# 퀴이역
퀴이역(프랑스어: Gare de Cully)은 스위스 보주의 부르앙라보 지자체 내의 퀴이 지역에 있는 기차역이다. 스위스 연방 철도의 표준궤 심플론선의 중간 정류장이다.

## 운행편
2021년 12월 시간표 변경에 따라 퀴이에서 다음 서비스가 정차한다.
- 레기오익스프레스 : 르낭 VD와 생모리스 사이를 매일 왕복한다.
- RER 보 S2 / S5 : 에이글까지 30분 운행, 발로브 및 그랑송까지 매시간 운행 ; 주중에는 베까지 매시간 운행 하고, 에이글에서 생모리스까지 제한된 운행.